# Hollywood (cântec)
"Hollywood" este un cântec al artistei galeze Marina and the Diamonds de pe albumul său de debut, The Family Jewels (2010). Acesta a fost lansat în format digital pe data de 29 ianuarie 2010 și fizic în 1 februarie 2010, ca al doilea single al albumului, urmat de lansarea albumului trei săptămâni mai târziu, pe 22 februarie.

## Videoclipul
Videoclipul pentru "Hollywood" a fost regizat de Kinga Burza și a fost lansat pe YouTube la data de 30 noiembrie 2009. Acesta a fost filmat într-o "casă care este de fapt ca un palat", în Londra de vest. Videoclipul arată un partid patriotic american cu mai multe steaguri americane folosite ca decoratiuni si haine. Există o serie de personaje și obiecte care simbolizeaza stereotipul culturii americane prezente în videoclip, cum ar fi majorete, sportivi, jucători de fotbal american, o regină de concurs de frumosețe, paparazzi, o cowgirl, jucătorii de baseball si trupe a lui Elvis Presley, James Dean, Marilyn Monroe și președintele Barack Obama, hot-dog, popcorn și un premiu al Academiei.

## Lista pieselor
- CD single[5][6]

1. "Hollywood" (Single Version) – 3:23
2. "Hollywood" (Chilly Gonzales|Gonzales Remix) – 3:43

- UK iTunes EP[7]

1. "Hollywood" (Single Version) – 3:23
2. "Hollywood" (Gonzales Remix) – 3:43
3. "Hollywood" (Fenech-Soler Remix) – 5:43
4. "Hollywood" (Monarchy (band)|Monarchy 'Gliese Remix') – 7:24
5. "Hollywood" (Acoustic) – 3:38

- UK 7" single[8]

A. "Hollywood" (Single Version) – 3:23
B. "Bad Kidz" – 3:49
- UK limited edition signed 7" single[9]

A. "Hollywood" (Single Version) – 3:23
B. "Hollywood" (Gonzales Remix) – 3:43

## Clasamente
| Clasament (2010)                  | Poziție maximă |
| --------------------------------- | -------------- |
| Australia (Ö3)                    | 17             |
| Cehia (IFPI)                      | 27             |
| Danemarca (Tracklisten)           | 10             |
| Germania (Official German Charts) | 15             |
| Irlanda (IRMA)                    | 21             |
| Slovenia (IFPI)                   | 68             |
| Regatul Unit (UK Singles)         | 12             |